# NGC 846
NGC 846 je spirální galaxie s příčkou v souhvězdí Andromedy. Její zdánlivá jasnost je 12,3m a úhlová velikost 1,9′ × 1,7′. Je vzdálená 235 milionů světelných let, průměr má 130 000 světelných let. Galaxii objevil 22. listopadu 1876 Édouard Stephan. Pozdější pozorování této galaxie, které provedl 30. listopadu 1885 Lewis Swift, zařadil John Dreyer do katalogu NGC duplicitně jako NGC 847.